# Phaeacius alabangensis
Phaeacius alabangensis là một loài nhện trong họ Salticidae.
Loài này thuộc chi Phaeacius. Phaeacius alabangensis được Wijesinghe miêu tả năm 1991.